# Pisică sălbatică europeană
Pisica sălbatică europeană (Felis silvestris) este o specie de pisică sălbatică mică nativă din Europa continentală, Scoția, Turcia și Caucaz. Populează păduri din Peninsula Iberică, Italia și Europa Centrală și de Est până în Caucaz. Blana îi este maronie până la cenușie cu dungi pe frunte și pe laterale și are o coadă stufoasă cu un vârf negru. Atinge o lungime a capului plus cea a trunchiului de până la 65 cm cu o coadă lungă de 34,5 cm și cântărește până la 7,5 kg.
În Franța și Italia, pisica sălbatică europeană este predominant nocturnă, dar este activă și pe durata zilei când nu este perturbată de activități umane. Vânează în primul rând mamifere mici precum lagomorfe și rozătoare, dar și păsări care trăiesc la nivelul solului.

## Taxonomie

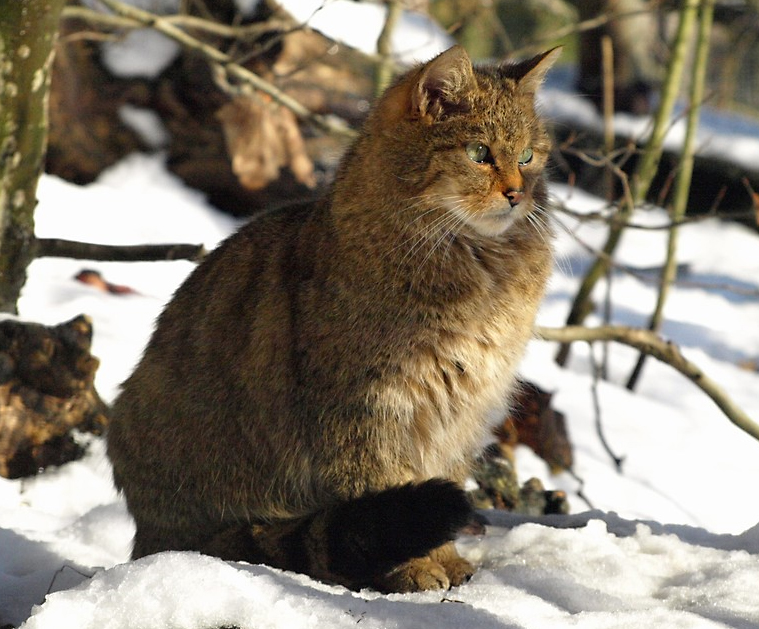
Pisică sălbatică europeană într-o grădină zoologică din Děčín, Republica Cehă

Felis (catus) silvestris era denumirea științifică propusă în 1778 de Johann von Schreber⁠(en)[traduceți] atunci când acesta a descris o pisică sălbatică pe baza unor texte de la începutul secolului al XVII-lea și dinainte.
În secolul al XIX-lea și al XX-lea au fost descrise mai multe specimene tipuri de pisică sălbatică și propuse ca subspecii, incluzând:
- Felis silvestris caucasica propus de Konstantin Satunin⁠(en)[traduceți] în 1905 era o piele a unei pisici femele colectate lângă Borjomi⁠(en)[traduceți] în Georgia.[6]
- Felis grampia⁠(en)[traduceți] propus de Gerrit Smith Miller Jr.⁠(en)[traduceți] în 1907 era o piele și un craniu ale unei pisici sălbatice mascule din Invermoriston⁠(en)[traduceți] din Scoția.[7] Miller și-a revizuit clasificarea în 1912, propunând Felis silvestris grampia după ce a revizuit mai multe piei de pisici sălbatice din Scoția.[8]
- Felis tartessia propus tot de Miller în 1907 era o piele și un craniu ale unei pisici sălbatice mascule din Jerez de la Frontera din sudul Spaniei.[7] Despre pisicile sălbatice la nord de Fluviile Duero și Ebru se zice să fie mai mici decât în restul regiunii.[9] Disputata pisică sălbatică „tartesiană” a păstrat aceleași mărime și proporții ca forma care era găsită în Europa continentală în timpul epocilor de gheață⁠(en)[traduceți] pleistocene.[10]

Din 2017, două subspecii sunt recunoscute drept taxoni valizi⁠(en)[traduceți]::
- F. s. silvestris în Europa continentală, Scoția și Sicilia
- F. s. caucasica în Turcia și Caucaz.

Specimenele zoologice⁠(en)[traduceți] de pisici care își au originea pe insule mediteraneene⁠(en)[traduceți] nu sunt considerate native, ci introduse, incluzând:
- Felis lybica var sarda propus în 1885 de Fernand Lataste⁠(en)[traduceți] era o piele și un craniu ale unei pisici mascule din Sarrabus⁠(en)[traduceți] din Sardinia.[15]
- Felis reyi⁠(en)[traduceți] propus în 1929 de Louis Lavauden⁠(en)[traduceți] care a descris a o piele și un craniu ale unui specimen din Biguglia⁠(en)[traduceți].[16]
- F. s. cretensis⁠(en)[traduceți] propus în 1953 de Theodor Haltenorth⁠(en)[traduceți] care a descris două piei de pisici care au fost achiziționate la un bazar din Chania.[17]

## Filogenie
Analizarea filogenetică a ADN-ului nuclear⁠(en)[traduceți] din mostre de țesut de la toate speciile de felide a dezvăluit faptul că radiația evolutivă⁠(en)[traduceți] a familiei Felidae a început în Asia în perioada Miocenului acum în jur de 14,45 până la 8,38 milioane de ani. Analizarea ADN-ului mitocondrial al tuturor speciilor de felide indică o radiație de acum circa 16,76 până la 6,46 milioane de ani.
Pisica sălbatică europeană face parte dintr-o descendență⁠(en)[traduceți] evolutivă despre care se estimează pe baza analizării ADN-ului său nuclear că s-a despărțit genetic⁠(en)[traduceți] de strămoșul comun⁠(en)[traduceți] al speciilor din genul Felis acum vreo 1,62 până la 0,59 milioane de ani. Analizarea ADN-ului său mitocondrial indică o despărțire genetică de Felis de acum vreo 4,14 până la 0,02 milioane de ani. Ambele modele se pun de acord asupra faptului că pisica de stuf (Felis chaus) a fost prima specie din genul Felis care s-a despărțit, urmată de pisica cu picioare negre (F. nigripes), pisica de deșert (F. margarita), pisica sălbatică africană (F. lybica) și apoi pisica sălbatică europeană.
Rămășițele fosile de pisici sălbatice mici găsite în Europa indică că pisica sălbatică europeană probabil s-a tras din from Felis lunensis⁠(en)[traduceți] în Villafranchian⁠(en)[traduceți] acum mai mult de 1 milion de ani, o tranziție care a fost finalizată de interglaciațiunea Holstein acum în jur de 340.000 până la 325.000 de ani.
|  | Pisică domestică (F. catus) |
|  |                             |
|  | Pisică sălbatică europeană  |
|  |                             |

|  | Pisică sălbatică africană |
|  |                           |
|  | F. bieti                  |
|  |                           |

|  | Pisică domestică (F. catus) |
|  |                             |
|  | Pisică sălbatică europeană  |
|  |                             |

|  | Pisică sălbatică africană |
|  |                           |
|  | F. bieti                  |
|  |                           |

|  | Pisică domestică (F. catus) |
|  |                             |
|  | Pisică sălbatică europeană  |
|  |                             |

|  | Pisică sălbatică africană |
|  |                           |
|  | F. bieti                  |
|  |                           |

|  | Pisică domestică (F. catus) |
|  |                             |
|  | Pisică sălbatică europeană  |
|  |                             |

|  | Pisică sălbatică africană |
|  |                           |
|  | F. bieti                  |
|  |                           |

|  | Pisică domestică (F. catus) |
|  |                             |
|  | Pisică sălbatică europeană  |
|  |                             |

|  | Pisică sălbatică africană |
|  |                           |
|  | F. bieti                  |
|  |                           |

|  | Pisică domestică (F. catus) |
|  |                             |
|  | Pisică sălbatică europeană  |
|  |                             |

|  | Pisică sălbatică africană |
|  |                           |
|  | F. bieti                  |
|  |                           |

|  | Pisică domestică (F. catus) |
|  |                             |
|  | Pisică sălbatică europeană  |
|  |                             |

|  | Pisică sălbatică africană |
|  |                           |
|  | F. bieti                  |
|  |                           |

|  | Pisică domestică (F. catus) |
|  |                             |
|  | Pisică sălbatică europeană  |
|  |                             |

|  | Pisică sălbatică africană |
|  |                           |
|  | F. bieti                  |
|  |                           |

|  | Pisică domestică (F. catus) |
|  |                             |
|  | Pisică sălbatică europeană  |
|  |                             |

|  | Pisică sălbatică africană |
|  |                           |
|  | F. bieti                  |
|  |                           |

|  | Pisică domestică (F. catus) |
|  |                             |
|  | Pisică sălbatică europeană  |
|  |                             |

|  | Pisică sălbatică africană |
|  |                           |
|  | F. bieti                  |
|  |                           |

|  | Pisică domestică (F. catus) |
|  |                             |
|  | Pisică sălbatică europeană  |
|  |                             |

|  | Pisică sălbatică africană |
|  |                           |
|  | F. bieti                  |
|  |                           |

|  | Pisică domestică (F. catus) |
|  |                             |
|  | Pisică sălbatică europeană  |
|  |                             |

|  | Pisică sălbatică africană |
|  |                           |
|  | F. bieti                  |
|  |                           |

|  | Pisică domestică (F. catus) |
|  |                             |
|  | Pisică sălbatică europeană  |
|  |                             |

|  | Pisică sălbatică africană |
|  |                           |
|  | F. bieti                  |
|  |                           |

|  | Pisică domestică (F. catus) |
|  |                             |
|  | Pisică sălbatică europeană  |
|  |                             |

|  | Pisică sălbatică africană |
|  |                           |
|  | F. bieti                  |
|  |                           |

|  | Pisică domestică (F. catus) |
|  |                             |
|  | Pisică sălbatică europeană  |
|  |                             |

|  | Pisică sălbatică africană |
|  |                           |
|  | F. bieti                  |
|  |                           |

|  | Pisică domestică (F. catus) |
|  |                             |
|  | Pisică sălbatică europeană  |
|  |                             |

|  | Pisică sălbatică africană |
|  |                           |
|  | F. bieti                  |
|  |                           |

|  | Pisică domestică (F. catus) |
|  |                             |
|  | Pisică sălbatică europeană  |
|  |                             |

|  | Pisică sălbatică africană |
|  |                           |
|  | F. bieti                  |
|  |                           |

|  | Pisică domestică (F. catus) |
|  |                             |
|  | Pisică sălbatică europeană  |
|  |                             |

|  | Pisică sălbatică africană |
|  |                           |
|  | F. bieti                  |
|  |                           |

|  | Pisică domestică (F. catus) |
|  |                             |
|  | Pisică sălbatică europeană  |
|  |                             |

|  | Pisică sălbatică africană |
|  |                           |
|  | F. bieti                  |
|  |                           |

|  | Pisică domestică (F. catus) |
|  |                             |
|  | Pisică sălbatică europeană  |
|  |                             |

|  | Pisică sălbatică africană |
|  |                           |
|  | F. bieti                  |
|  |                           |

|  | Pisică domestică (F. catus) |
|  |                             |
|  | Pisică sălbatică europeană  |
|  |                             |

|  | Pisică sălbatică africană |
|  |                           |
|  | F. bieti                  |
|  |                           |

|  | Pisică domestică (F. catus) |
|  |                             |
|  | Pisică sălbatică europeană  |
|  |                             |

|  | Pisică sălbatică africană |
|  |                           |
|  | F. bieti                  |
|  |                           |

|  | Pisică domestică (F. catus) |
|  |                             |
|  | Pisică sălbatică europeană  |
|  |                             |

|  | Pisică sălbatică africană |
|  |                           |
|  | F. bieti                  |
|  |                           |

|  | Pisică domestică (F. catus) |
|  |                             |
|  | Pisică sălbatică europeană  |
|  |                             |

|  | Pisică sălbatică africană |
|  |                           |
|  | F. bieti                  |
|  |                           |

|  | Pisică domestică (F. catus) |
|  |                             |
|  | Pisică sălbatică europeană  |
|  |                             |

|  | Pisică sălbatică africană |
|  |                           |
|  | F. bieti                  |
|  |                           |

|  | Pisică domestică (F. catus) |
|  |                             |
|  | Pisică sălbatică europeană  |
|  |                             |

|  | Pisică sălbatică africană |
|  |                           |
|  | F. bieti                  |
|  |                           |

|  | Pisică domestică (F. catus) |
|  |                             |
|  | Pisică sălbatică europeană  |
|  |                             |

|  | Pisică sălbatică africană |
|  |                           |
|  | F. bieti                  |
|  |                           |

|  | Pisică domestică (F. catus) |
|  |                             |
|  | Pisică sălbatică europeană  |
|  |                             |

|  | Pisică sălbatică africană |
|  |                           |
|  | F. bieti                  |
|  |                           |

|  | Pisică domestică (F. catus) |
|  |                             |
|  | Pisică sălbatică europeană  |
|  |                             |

|  | Pisică sălbatică africană |
|  |                           |
|  | F. bieti                  |
|  |                           |

|  | Pisică domestică (F. catus) |
|  |                             |
|  | Pisică sălbatică europeană  |
|  |                             |

|  | Pisică sălbatică africană |
|  |                           |
|  | F. bieti                  |
|  |                           |

|  | Pisică domestică (F. catus) |
|  |                             |
|  | Pisică sălbatică europeană  |
|  |                             |

|  | Pisică sălbatică africană |
|  |                           |
|  | F. bieti                  |
|  |                           |

|  | Pisică domestică (F. catus) |
|  |                             |
|  | Pisică sălbatică europeană  |
|  |                             |

|  | Pisică sălbatică africană |
|  |                           |
|  | F. bieti                  |
|  |                           |

|  | Pisică domestică (F. catus) |
|  |                             |
|  | Pisică sălbatică europeană  |
|  |                             |

|  | Pisică sălbatică africană |
|  |                           |
|  | F. bieti                  |
|  |                           |

|  | Pisică domestică (F. catus) |
|  |                             |
|  | Pisică sălbatică europeană  |
|  |                             |

|  | Pisică sălbatică africană |
|  |                           |
|  | F. bieti                  |
|  |                           |

|  | Pisică domestică (F. catus) |
|  |                             |
|  | Pisică sălbatică europeană  |
|  |                             |

|  | Pisică sălbatică africană |
|  |                           |
|  | F. bieti                  |
|  |                           |

|  | Pisică domestică (F. catus) |
|  |                             |
|  | Pisică sălbatică europeană  |
|  |                             |

|  | Pisică sălbatică africană |
|  |                           |
|  | F. bieti                  |
|  |                           |

|  | Pisică domestică (F. catus) |
|  |                             |
|  | Pisică sălbatică europeană  |
|  |                             |

|  | Pisică sălbatică africană |
|  |                           |
|  | F. bieti                  |
|  |                           |

|  | Pisică domestică (F. catus) |
|  |                             |
|  | Pisică sălbatică europeană  |
|  |                             |

|  | Pisică sălbatică africană |
|  |                           |
|  | F. bieti                  |
|  |                           |

|  | Pisică domestică (F. catus) |
|  |                             |
|  | Pisică sălbatică europeană  |
|  |                             |

|  | Pisică sălbatică africană |
|  |                           |
|  | F. bieti                  |
|  |                           |

|  | Pisică domestică (F. catus) |
|  |                             |
|  | Pisică sălbatică europeană  |
|  |                             |

|  | Pisică sălbatică africană |
|  |                           |
|  | F. bieti                  |
|  |                           |

|  | Pisică domestică (F. catus) |
|  |                             |
|  | Pisică sălbatică europeană  |
|  |                             |

|  | Pisică sălbatică africană |
|  |                           |
|  | F. bieti                  |
|  |                           |

|  | Pisică domestică (F. catus) |
|  |                             |
|  | Pisică sălbatică europeană  |
|  |                             |

|  | Pisică sălbatică africană |
|  |                           |
|  | F. bieti                  |
|  |                           |

|  | Pisică domestică (F. catus) |
|  |                             |
|  | Pisică sălbatică europeană  |
|  |                             |

|  | Pisică sălbatică africană |
|  |                           |
|  | F. bieti                  |
|  |                           |

|  | Pisică domestică (F. catus) |
|  |                             |
|  | Pisică sălbatică europeană  |
|  |                             |

|  | Pisică sălbatică africană |
|  |                           |
|  | F. bieti                  |
|  |                           |

|  | Pisică domestică (F. catus) |
|  |                             |
|  | Pisică sălbatică europeană  |
|  |                             |

|  | Pisică sălbatică africană |
|  |                           |
|  | F. bieti                  |
|  |                           |

|  | Pisică domestică (F. catus) |
|  |                             |
|  | Pisică sălbatică europeană  |
|  |                             |

|  | Pisică sălbatică africană |
|  |                           |
|  | F. bieti                  |
|  |                           |

|  | Pisică domestică (F. catus) |
|  |                             |
|  | Pisică sălbatică europeană  |
|  |                             |

|  | Pisică sălbatică africană |
|  |                           |
|  | F. bieti                  |
|  |                           |

|  | Pisică domestică (F. catus) |
|  |                             |
|  | Pisică sălbatică europeană  |
|  |                             |

|  | Pisică sălbatică africană |
|  |                           |
|  | F. bieti                  |
|  |                           |

|  | Pisică domestică (F. catus) |
|  |                             |
|  | Pisică sălbatică europeană  |
|  |                             |

|  | Pisică sălbatică africană |
|  |                           |
|  | F. bieti                  |
|  |                           |

|  | Pisică domestică (F. catus) |
|  |                             |
|  | Pisică sălbatică europeană  |
|  |                             |

|  | Pisică sălbatică africană |
|  |                           |
|  | F. bieti                  |
|  |                           |

|  | Pisică domestică (F. catus) |
|  |                             |
|  | Pisică sălbatică europeană  |
|  |                             |

|  | Pisică sălbatică africană |
|  |                           |
|  | F. bieti                  |
|  |                           |

|  | Pisică domestică (F. catus) |
|  |                             |
|  | Pisică sălbatică europeană  |
|  |                             |

|  | Pisică sălbatică africană |
|  |                           |
|  | F. bieti                  |
|  |                           |

|  | Pisică domestică (F. catus) |
|  |                             |
|  | Pisică sălbatică europeană  |
|  |                             |

|  | Pisică sălbatică africană |
|  |                           |
|  | F. bieti                  |
|  |                           |

|  | Pisică domestică (F. catus) |
|  |                             |
|  | Pisică sălbatică europeană  |
|  |                             |

|  | Pisică sălbatică africană |
|  |                           |
|  | F. bieti                  |
|  |                           |

|  | Pisică domestică (F. catus) |
|  |                             |
|  | Pisică sălbatică europeană  |
|  |                             |

|  | Pisică sălbatică africană |
|  |                           |
|  | F. bieti                  |
|  |                           |

|  | Pisică domestică (F. catus) |
|  |                             |
|  | Pisică sălbatică europeană  |
|  |                             |

|  | Pisică sălbatică africană |
|  |                           |
|  | F. bieti                  |
|  |                           |

|  | Pisică domestică (F. catus) |
|  |                             |
|  | Pisică sălbatică europeană  |
|  |                             |

|  | Pisică sălbatică africană |
|  |                           |
|  | F. bieti                  |
|  |                           |

|  | Pisică domestică (F. catus) |
|  |                             |
|  | Pisică sălbatică europeană  |
|  |                             |

|  | Pisică sălbatică africană |
|  |                           |
|  | F. bieti                  |
|  |                           |

|  | Pisică domestică (F. catus) |
|  |                             |
|  | Pisică sălbatică europeană  |
|  |                             |

|  | Pisică sălbatică africană |
|  |                           |
|  | F. bieti                  |
|  |                           |

|  | Pisică domestică (F. catus) |
|  |                             |
|  | Pisică sălbatică europeană  |
|  |                             |

|  | Pisică sălbatică africană |
|  |                           |
|  | F. bieti                  |
|  |                           |

|  | Pisică domestică (F. catus) |
|  |                             |
|  | Pisică sălbatică europeană  |
|  |                             |

|  | Pisică sălbatică africană |
|  |                           |
|  | F. bieti                  |
|  |                           |

|  | Pisică domestică (F. catus) |
|  |                             |
|  | Pisică sălbatică europeană  |
|  |                             |

|  | Pisică sălbatică africană |
|  |                           |
|  | F. bieti                  |
|  |                           |

|  | Pisică domestică (F. catus) |
|  |                             |
|  | Pisică sălbatică europeană  |
|  |                             |

|  | Pisică sălbatică africană |
|  |                           |
|  | F. bieti                  |
|  |                           |

|  | Pisică domestică (F. catus) |
|  |                             |
|  | Pisică sălbatică europeană  |
|  |                             |

|  | Pisică sălbatică africană |
|  |                           |
|  | F. bieti                  |
|  |                           |

|  | \| \| Pisică domestică \| \| \| \| \| \| Pisică sălbatică din Orientul Apropiat \| \| \| \| |
|  |                                                                                             |
|  | F. l. ornata                                                                                |
|  |                                                                                             |
|  | F. l. cafra                                                                                 |
|  |                                                                                             |
|  | Pisică domestică                                                                            |
|  |                                                                                             |
|  | Pisică sălbatică din Orientul Apropiat                                                      |
|  |                                                                                             |

|  | Pisică domestică                       |
|  |                                        |
|  | Pisică sălbatică din Orientul Apropiat |
|  |                                        |

|  | \| \| Pisică domestică \| \| \| \| \| \| Pisică sălbatică din Orientul Apropiat \| \| \| \| |
|  |                                                                                             |
|  | F. l. ornata                                                                                |
|  |                                                                                             |
|  | F. l. cafra                                                                                 |
|  |                                                                                             |
|  | Pisică domestică                                                                            |
|  |                                                                                             |
|  | Pisică sălbatică din Orientul Apropiat                                                      |
|  |                                                                                             |

|  | Pisică domestică                       |
|  |                                        |
|  | Pisică sălbatică din Orientul Apropiat |
|  |                                        |

|  | \| \| Pisică domestică \| \| \| \| \| \| Pisică sălbatică din Orientul Apropiat \| \| \| \| |
|  |                                                                                             |
|  | F. l. ornata                                                                                |
|  |                                                                                             |
|  | F. l. cafra                                                                                 |
|  |                                                                                             |
|  | Pisică domestică                                                                            |
|  |                                                                                             |
|  | Pisică sălbatică din Orientul Apropiat                                                      |
|  |                                                                                             |

|  | Pisică domestică                       |
|  |                                        |
|  | Pisică sălbatică din Orientul Apropiat |
|  |                                        |

|  | \| \| Pisică domestică \| \| \| \| \| \| Pisică sălbatică din Orientul Apropiat \| \| \| \| |
|  |                                                                                             |
|  | F. l. ornata                                                                                |
|  |                                                                                             |
|  | F. l. cafra                                                                                 |
|  |                                                                                             |
|  | Pisică domestică                                                                            |
|  |                                                                                             |
|  | Pisică sălbatică din Orientul Apropiat                                                      |
|  |                                                                                             |

|  | Pisică domestică                       |
|  |                                        |
|  | Pisică sălbatică din Orientul Apropiat |
|  |                                        |

|  | \| \| Pisică domestică \| \| \| \| \| \| Pisică sălbatică din Orientul Apropiat \| \| \| \| |
|  |                                                                                             |
|  | F. l. ornata                                                                                |
|  |                                                                                             |
|  | F. l. cafra                                                                                 |
|  |                                                                                             |
|  | Pisică domestică                                                                            |
|  |                                                                                             |
|  | Pisică sălbatică din Orientul Apropiat                                                      |
|  |                                                                                             |

|  | Pisică domestică                       |
|  |                                        |
|  | Pisică sălbatică din Orientul Apropiat |
|  |                                        |

|  | \| \| Pisică domestică \| \| \| \| \| \| Pisică sălbatică din Orientul Apropiat \| \| \| \| |
|  |                                                                                             |
|  | F. l. ornata                                                                                |
|  |                                                                                             |
|  | F. l. cafra                                                                                 |
|  |                                                                                             |
|  | Pisică domestică                                                                            |
|  |                                                                                             |
|  | Pisică sălbatică din Orientul Apropiat                                                      |
|  |                                                                                             |

|  | Pisică domestică                       |
|  |                                        |
|  | Pisică sălbatică din Orientul Apropiat |
|  |                                        |

|  | \| \| Pisică domestică \| \| \| \| \| \| Pisică sălbatică din Orientul Apropiat \| \| \| \| |
|  |                                                                                             |
|  | F. l. ornata                                                                                |
|  |                                                                                             |
|  | F. l. cafra                                                                                 |
|  |                                                                                             |
|  | Pisică domestică                                                                            |
|  |                                                                                             |
|  | Pisică sălbatică din Orientul Apropiat                                                      |
|  |                                                                                             |

|  | Pisică domestică                       |
|  |                                        |
|  | Pisică sălbatică din Orientul Apropiat |
|  |                                        |

|  | \| \| Pisică domestică \| \| \| \| \| \| Pisică sălbatică din Orientul Apropiat \| \| \| \| |
|  |                                                                                             |
|  | F. l. ornata                                                                                |
|  |                                                                                             |
|  | F. l. cafra                                                                                 |
|  |                                                                                             |
|  | Pisică domestică                                                                            |
|  |                                                                                             |
|  | Pisică sălbatică din Orientul Apropiat                                                      |
|  |                                                                                             |

|  | Pisică domestică                       |
|  |                                        |
|  | Pisică sălbatică din Orientul Apropiat |
|  |                                        |

|  | \| \| Pisică domestică \| \| \| \| \| \| Pisică sălbatică din Orientul Apropiat \| \| \| \| |
|  |                                                                                             |
|  | F. l. ornata                                                                                |
|  |                                                                                             |
|  | F. l. cafra                                                                                 |
|  |                                                                                             |
|  | Pisică domestică                                                                            |
|  |                                                                                             |
|  | Pisică sălbatică din Orientul Apropiat                                                      |
|  |                                                                                             |

|  | Pisică domestică                       |
|  |                                        |
|  | Pisică sălbatică din Orientul Apropiat |
|  |                                        |

|  | \| \| Pisică domestică \| \| \| \| \| \| Pisică sălbatică din Orientul Apropiat \| \| \| \| |
|  |                                                                                             |
|  | F. l. ornata                                                                                |
|  |                                                                                             |
|  | F. l. cafra                                                                                 |
|  |                                                                                             |
|  | Pisică domestică                                                                            |
|  |                                                                                             |
|  | Pisică sălbatică din Orientul Apropiat                                                      |
|  |                                                                                             |

|  | Pisică domestică                       |
|  |                                        |
|  | Pisică sălbatică din Orientul Apropiat |
|  |                                        |

|  | \| \| Pisică domestică \| \| \| \| \| \| Pisică sălbatică din Orientul Apropiat \| \| \| \| |
|  |                                                                                             |
|  | F. l. ornata                                                                                |
|  |                                                                                             |
|  | F. l. cafra                                                                                 |
|  |                                                                                             |
|  | Pisică domestică                                                                            |
|  |                                                                                             |
|  | Pisică sălbatică din Orientul Apropiat                                                      |
|  |                                                                                             |

|  | Pisică domestică                       |
|  |                                        |
|  | Pisică sălbatică din Orientul Apropiat |
|  |                                        |

|  | \| \| Pisică domestică \| \| \| \| \| \| Pisică sălbatică din Orientul Apropiat \| \| \| \| |
|  |                                                                                             |
|  | F. l. ornata                                                                                |
|  |                                                                                             |
|  | F. l. cafra                                                                                 |
|  |                                                                                             |
|  | Pisică domestică                                                                            |
|  |                                                                                             |
|  | Pisică sălbatică din Orientul Apropiat                                                      |
|  |                                                                                             |

|  | Pisică domestică                       |
|  |                                        |
|  | Pisică sălbatică din Orientul Apropiat |
|  |                                        |

|  | \| \| Pisică domestică \| \| \| \| \| \| Pisică sălbatică din Orientul Apropiat \| \| \| \| |
|  |                                                                                             |
|  | F. l. ornata                                                                                |
|  |                                                                                             |
|  | F. l. cafra                                                                                 |
|  |                                                                                             |
|  | Pisică domestică                                                                            |
|  |                                                                                             |
|  | Pisică sălbatică din Orientul Apropiat                                                      |
|  |                                                                                             |

|  | Pisică domestică                       |
|  |                                        |
|  | Pisică sălbatică din Orientul Apropiat |
|  |                                        |

|  | \| \| Pisică domestică \| \| \| \| \| \| Pisică sălbatică din Orientul Apropiat \| \| \| \| |
|  |                                                                                             |
|  | F. l. ornata                                                                                |
|  |                                                                                             |
|  | F. l. cafra                                                                                 |
|  |                                                                                             |
|  | Pisică domestică                                                                            |
|  |                                                                                             |
|  | Pisică sălbatică din Orientul Apropiat                                                      |
|  |                                                                                             |

|  | Pisică domestică                       |
|  |                                        |
|  | Pisică sălbatică din Orientul Apropiat |
|  |                                        |

|  | \| \| Pisică domestică \| \| \| \| \| \| Pisică sălbatică din Orientul Apropiat \| \| \| \| |
|  |                                                                                             |
|  | F. l. ornata                                                                                |
|  |                                                                                             |
|  | F. l. cafra                                                                                 |
|  |                                                                                             |
|  | Pisică domestică                                                                            |
|  |                                                                                             |
|  | Pisică sălbatică din Orientul Apropiat                                                      |
|  |                                                                                             |

|  | Pisică domestică                       |
|  |                                        |
|  | Pisică sălbatică din Orientul Apropiat |
|  |                                        |

|  | \| \| Pisică domestică \| \| \| \| \| \| Pisică sălbatică din Orientul Apropiat \| \| \| \| |
|  |                                                                                             |
|  | F. l. ornata                                                                                |
|  |                                                                                             |
|  | F. l. cafra                                                                                 |
|  |                                                                                             |
|  | Pisică domestică                                                                            |
|  |                                                                                             |
|  | Pisică sălbatică din Orientul Apropiat                                                      |
|  |                                                                                             |

|  | Pisică domestică                       |
|  |                                        |
|  | Pisică sălbatică din Orientul Apropiat |
|  |                                        |

|  | \| \| Pisică domestică \| \| \| \| \| \| Pisică sălbatică din Orientul Apropiat \| \| \| \| |
|  |                                                                                             |
|  | F. l. ornata                                                                                |
|  |                                                                                             |
|  | F. l. cafra                                                                                 |
|  |                                                                                             |
|  | Pisică domestică                                                                            |
|  |                                                                                             |
|  | Pisică sălbatică din Orientul Apropiat                                                      |
|  |                                                                                             |

|  | Pisică domestică                       |
|  |                                        |
|  | Pisică sălbatică din Orientul Apropiat |
|  |                                        |

|  | \| \| Pisică domestică \| \| \| \| \| \| Pisică sălbatică din Orientul Apropiat \| \| \| \| |
|  |                                                                                             |
|  | F. l. ornata                                                                                |
|  |                                                                                             |
|  | F. l. cafra                                                                                 |
|  |                                                                                             |
|  | Pisică domestică                                                                            |
|  |                                                                                             |
|  | Pisică sălbatică din Orientul Apropiat                                                      |
|  |                                                                                             |

|  | Pisică domestică                       |
|  |                                        |
|  | Pisică sălbatică din Orientul Apropiat |
|  |                                        |

|  | \| \| Pisică domestică \| \| \| \| \| \| Pisică sălbatică din Orientul Apropiat \| \| \| \| |
|  |                                                                                             |
|  | F. l. ornata                                                                                |
|  |                                                                                             |
|  | F. l. cafra                                                                                 |
|  |                                                                                             |
|  | Pisică domestică                                                                            |
|  |                                                                                             |
|  | Pisică sălbatică din Orientul Apropiat                                                      |
|  |                                                                                             |

|  | Pisică domestică                       |
|  |                                        |
|  | Pisică sălbatică din Orientul Apropiat |
|  |                                        |

|  | \| \| Pisică domestică \| \| \| \| \| \| Pisică sălbatică din Orientul Apropiat \| \| \| \| |
|  |                                                                                             |
|  | F. l. ornata                                                                                |
|  |                                                                                             |
|  | F. l. cafra                                                                                 |
|  |                                                                                             |
|  | Pisică domestică                                                                            |
|  |                                                                                             |
|  | Pisică sălbatică din Orientul Apropiat                                                      |
|  |                                                                                             |

|  | Pisică domestică                       |
|  |                                        |
|  | Pisică sălbatică din Orientul Apropiat |
|  |                                        |

|  | \| \| Pisică domestică \| \| \| \| \| \| Pisică sălbatică din Orientul Apropiat \| \| \| \| |
|  |                                                                                             |
|  | F. l. ornata                                                                                |
|  |                                                                                             |
|  | F. l. cafra                                                                                 |
|  |                                                                                             |
|  | Pisică domestică                                                                            |
|  |                                                                                             |
|  | Pisică sălbatică din Orientul Apropiat                                                      |
|  |                                                                                             |

|  | Pisică domestică                       |
|  |                                        |
|  | Pisică sălbatică din Orientul Apropiat |
|  |                                        |

|  | \| \| Pisică domestică \| \| \| \| \| \| Pisică sălbatică din Orientul Apropiat \| \| \| \| |
|  |                                                                                             |
|  | F. l. ornata                                                                                |
|  |                                                                                             |
|  | F. l. cafra                                                                                 |
|  |                                                                                             |
|  | Pisică domestică                                                                            |
|  |                                                                                             |
|  | Pisică sălbatică din Orientul Apropiat                                                      |
|  |                                                                                             |

|  | Pisică domestică                       |
|  |                                        |
|  | Pisică sălbatică din Orientul Apropiat |
|  |                                        |

|  | \| \| Pisică domestică \| \| \| \| \| \| Pisică sălbatică din Orientul Apropiat \| \| \| \| |
|  |                                                                                             |
|  | F. l. ornata                                                                                |
|  |                                                                                             |
|  | F. l. cafra                                                                                 |
|  |                                                                                             |
|  | Pisică domestică                                                                            |
|  |                                                                                             |
|  | Pisică sălbatică din Orientul Apropiat                                                      |
|  |                                                                                             |

|  | Pisică domestică                       |
|  |                                        |
|  | Pisică sălbatică din Orientul Apropiat |
|  |                                        |

|  | \| \| Pisică domestică \| \| \| \| \| \| Pisică sălbatică din Orientul Apropiat \| \| \| \| |
|  |                                                                                             |
|  | F. l. ornata                                                                                |
|  |                                                                                             |
|  | F. l. cafra                                                                                 |
|  |                                                                                             |
|  | Pisică domestică                                                                            |
|  |                                                                                             |
|  | Pisică sălbatică din Orientul Apropiat                                                      |
|  |                                                                                             |

|  | Pisică domestică                       |
|  |                                        |
|  | Pisică sălbatică din Orientul Apropiat |
|  |                                        |

|  | \| \| Pisică domestică \| \| \| \| \| \| Pisică sălbatică din Orientul Apropiat \| \| \| \| |
|  |                                                                                             |
|  | F. l. ornata                                                                                |
|  |                                                                                             |
|  | F. l. cafra                                                                                 |
|  |                                                                                             |
|  | Pisică domestică                                                                            |
|  |                                                                                             |
|  | Pisică sălbatică din Orientul Apropiat                                                      |
|  |                                                                                             |

|  | Pisică domestică                       |
|  |                                        |
|  | Pisică sălbatică din Orientul Apropiat |
|  |                                        |

|  | \| \| Pisică domestică \| \| \| \| \| \| Pisică sălbatică din Orientul Apropiat \| \| \| \| |
|  |                                                                                             |
|  | F. l. ornata                                                                                |
|  |                                                                                             |
|  | F. l. cafra                                                                                 |
|  |                                                                                             |
|  | Pisică domestică                                                                            |
|  |                                                                                             |
|  | Pisică sălbatică din Orientul Apropiat                                                      |
|  |                                                                                             |

|  | Pisică domestică                       |
|  |                                        |
|  | Pisică sălbatică din Orientul Apropiat |
|  |                                        |

|  | \| \| Pisică domestică \| \| \| \| \| \| Pisică sălbatică din Orientul Apropiat \| \| \| \| |
|  |                                                                                             |
|  | F. l. ornata                                                                                |
|  |                                                                                             |
|  | F. l. cafra                                                                                 |
|  |                                                                                             |
|  | Pisică domestică                                                                            |
|  |                                                                                             |
|  | Pisică sălbatică din Orientul Apropiat                                                      |
|  |                                                                                             |

|  | Pisică domestică                       |
|  |                                        |
|  | Pisică sălbatică din Orientul Apropiat |
|  |                                        |

|  | \| \| Pisică domestică \| \| \| \| \| \| Pisică sălbatică din Orientul Apropiat \| \| \| \| |
|  |                                                                                             |
|  | F. l. ornata                                                                                |
|  |                                                                                             |
|  | F. l. cafra                                                                                 |
|  |                                                                                             |
|  | Pisică domestică                                                                            |
|  |                                                                                             |
|  | Pisică sălbatică din Orientul Apropiat                                                      |
|  |                                                                                             |

|  | Pisică domestică                       |
|  |                                        |
|  | Pisică sălbatică din Orientul Apropiat |
|  |                                        |

|  | \| \| Pisică domestică \| \| \| \| \| \| Pisică sălbatică din Orientul Apropiat \| \| \| \| |
|  |                                                                                             |
|  | F. l. ornata                                                                                |
|  |                                                                                             |
|  | F. l. cafra                                                                                 |
|  |                                                                                             |
|  | Pisică domestică                                                                            |
|  |                                                                                             |
|  | Pisică sălbatică din Orientul Apropiat                                                      |
|  |                                                                                             |

|  | Pisică domestică                       |
|  |                                        |
|  | Pisică sălbatică din Orientul Apropiat |
|  |                                        |

|  | \| \| Pisică domestică \| \| \| \| \| \| Pisică sălbatică din Orientul Apropiat \| \| \| \| |
|  |                                                                                             |
|  | F. l. ornata                                                                                |
|  |                                                                                             |
|  | F. l. cafra                                                                                 |
|  |                                                                                             |
|  | Pisică domestică                                                                            |
|  |                                                                                             |
|  | Pisică sălbatică din Orientul Apropiat                                                      |
|  |                                                                                             |

|  | Pisică domestică                       |
|  |                                        |
|  | Pisică sălbatică din Orientul Apropiat |
|  |                                        |

|  | \| \| Pisică domestică \| \| \| \| \| \| Pisică sălbatică din Orientul Apropiat \| \| \| \| |
|  |                                                                                             |
|  | F. l. ornata                                                                                |
|  |                                                                                             |
|  | F. l. cafra                                                                                 |
|  |                                                                                             |
|  | Pisică domestică                                                                            |
|  |                                                                                             |
|  | Pisică sălbatică din Orientul Apropiat                                                      |
|  |                                                                                             |

|  | Pisică domestică                       |
|  |                                        |
|  | Pisică sălbatică din Orientul Apropiat |
|  |                                        |

|  | \| \| Pisică domestică \| \| \| \| \| \| Pisică sălbatică din Orientul Apropiat \| \| \| \| |
|  |                                                                                             |
|  | F. l. ornata                                                                                |
|  |                                                                                             |
|  | F. l. cafra                                                                                 |
|  |                                                                                             |
|  | Pisică domestică                                                                            |
|  |                                                                                             |
|  | Pisică sălbatică din Orientul Apropiat                                                      |
|  |                                                                                             |

|  | Pisică domestică                       |
|  |                                        |
|  | Pisică sălbatică din Orientul Apropiat |
|  |                                        |

|  | \| \| Pisică domestică \| \| \| \| \| \| Pisică sălbatică din Orientul Apropiat \| \| \| \| |
|  |                                                                                             |
|  | F. l. ornata                                                                                |
|  |                                                                                             |
|  | F. l. cafra                                                                                 |
|  |                                                                                             |
|  | Pisică domestică                                                                            |
|  |                                                                                             |
|  | Pisică sălbatică din Orientul Apropiat                                                      |
|  |                                                                                             |

|  | Pisică domestică                       |
|  |                                        |
|  | Pisică sălbatică din Orientul Apropiat |
|  |                                        |

|  | \| \| Pisică domestică \| \| \| \| \| \| Pisică sălbatică din Orientul Apropiat \| \| \| \| |
|  |                                                                                             |
|  | F. l. ornata                                                                                |
|  |                                                                                             |
|  | F. l. cafra                                                                                 |
|  |                                                                                             |
|  | Pisică domestică                                                                            |
|  |                                                                                             |
|  | Pisică sălbatică din Orientul Apropiat                                                      |
|  |                                                                                             |

|  | Pisică domestică                       |
|  |                                        |
|  | Pisică sălbatică din Orientul Apropiat |
|  |                                        |

|  | \| \| Pisică domestică \| \| \| \| \| \| Pisică sălbatică din Orientul Apropiat \| \| \| \| |
|  |                                                                                             |
|  | F. l. ornata                                                                                |
|  |                                                                                             |
|  | F. l. cafra                                                                                 |
|  |                                                                                             |
|  | Pisică domestică                                                                            |
|  |                                                                                             |
|  | Pisică sălbatică din Orientul Apropiat                                                      |
|  |                                                                                             |

|  | Pisică domestică                       |
|  |                                        |
|  | Pisică sălbatică din Orientul Apropiat |
|  |                                        |

|  | \| \| Pisică domestică \| \| \| \| \| \| Pisică sălbatică din Orientul Apropiat \| \| \| \| |
|  |                                                                                             |
|  | F. l. ornata                                                                                |
|  |                                                                                             |
|  | F. l. cafra                                                                                 |
|  |                                                                                             |
|  | Pisică domestică                                                                            |
|  |                                                                                             |
|  | Pisică sălbatică din Orientul Apropiat                                                      |
|  |                                                                                             |

|  | Pisică domestică                       |
|  |                                        |
|  | Pisică sălbatică din Orientul Apropiat |
|  |                                        |

|  | \| \| Pisică domestică \| \| \| \| \| \| Pisică sălbatică din Orientul Apropiat \| \| \| \| |
|  |                                                                                             |
|  | F. l. ornata                                                                                |
|  |                                                                                             |
|  | F. l. cafra                                                                                 |
|  |                                                                                             |
|  | Pisică domestică                                                                            |
|  |                                                                                             |
|  | Pisică sălbatică din Orientul Apropiat                                                      |
|  |                                                                                             |

|  | Pisică domestică                       |
|  |                                        |
|  | Pisică sălbatică din Orientul Apropiat |
|  |                                        |

|  | \| \| Pisică domestică \| \| \| \| \| \| Pisică sălbatică din Orientul Apropiat \| \| \| \| |
|  |                                                                                             |
|  | F. l. ornata                                                                                |
|  |                                                                                             |
|  | F. l. cafra                                                                                 |
|  |                                                                                             |
|  | Pisică domestică                                                                            |
|  |                                                                                             |
|  | Pisică sălbatică din Orientul Apropiat                                                      |
|  |                                                                                             |

|  | Pisică domestică                       |
|  |                                        |
|  | Pisică sălbatică din Orientul Apropiat |
|  |                                        |

|  | \| \| Pisică domestică \| \| \| \| \| \| Pisică sălbatică din Orientul Apropiat \| \| \| \| |
|  |                                                                                             |
|  | F. l. ornata                                                                                |
|  |                                                                                             |
|  | F. l. cafra                                                                                 |
|  |                                                                                             |
|  | Pisică domestică                                                                            |
|  |                                                                                             |
|  | Pisică sălbatică din Orientul Apropiat                                                      |
|  |                                                                                             |

|  | Pisică domestică                       |
|  |                                        |
|  | Pisică sălbatică din Orientul Apropiat |
|  |                                        |

|  | \| \| Pisică domestică \| \| \| \| \| \| Pisică sălbatică din Orientul Apropiat \| \| \| \| |
|  |                                                                                             |
|  | F. l. ornata                                                                                |
|  |                                                                                             |
|  | F. l. cafra                                                                                 |
|  |                                                                                             |
|  | Pisică domestică                                                                            |
|  |                                                                                             |
|  | Pisică sălbatică din Orientul Apropiat                                                      |
|  |                                                                                             |

|  | Pisică domestică                       |
|  |                                        |
|  | Pisică sălbatică din Orientul Apropiat |
|  |                                        |

|  | \| \| Pisică domestică \| \| \| \| \| \| Pisică sălbatică din Orientul Apropiat \| \| \| \| |
|  |                                                                                             |
|  | F. l. ornata                                                                                |
|  |                                                                                             |
|  | F. l. cafra                                                                                 |
|  |                                                                                             |
|  | Pisică domestică                                                                            |
|  |                                                                                             |
|  | Pisică sălbatică din Orientul Apropiat                                                      |
|  |                                                                                             |

|  | Pisică domestică                       |
|  |                                        |
|  | Pisică sălbatică din Orientul Apropiat |
|  |                                        |

|  | \| \| Pisică domestică \| \| \| \| \| \| Pisică sălbatică din Orientul Apropiat \| \| \| \| |
|  |                                                                                             |
|  | F. l. ornata                                                                                |
|  |                                                                                             |
|  | F. l. cafra                                                                                 |
|  |                                                                                             |
|  | Pisică domestică                                                                            |
|  |                                                                                             |
|  | Pisică sălbatică din Orientul Apropiat                                                      |
|  |                                                                                             |

|  | Pisică domestică                       |
|  |                                        |
|  | Pisică sălbatică din Orientul Apropiat |
|  |                                        |

|  | \| \| Pisică domestică \| \| \| \| \| \| Pisică sălbatică din Orientul Apropiat \| \| \| \| |
|  |                                                                                             |
|  | F. l. ornata                                                                                |
|  |                                                                                             |
|  | F. l. cafra                                                                                 |
|  |                                                                                             |
|  | Pisică domestică                                                                            |
|  |                                                                                             |
|  | Pisică sălbatică din Orientul Apropiat                                                      |
|  |                                                                                             |

|  | Pisică domestică                       |
|  |                                        |
|  | Pisică sălbatică din Orientul Apropiat |
|  |                                        |

|  | \| \| Pisică domestică \| \| \| \| \| \| Pisică sălbatică din Orientul Apropiat \| \| \| \| |
|  |                                                                                             |
|  | F. l. ornata                                                                                |
|  |                                                                                             |
|  | F. l. cafra                                                                                 |
|  |                                                                                             |
|  | Pisică domestică                                                                            |
|  |                                                                                             |
|  | Pisică sălbatică din Orientul Apropiat                                                      |
|  |                                                                                             |

|  | Pisică domestică                       |
|  |                                        |
|  | Pisică sălbatică din Orientul Apropiat |
|  |                                        |

|  | \| \| Pisică domestică \| \| \| \| \| \| Pisică sălbatică din Orientul Apropiat \| \| \| \| |
|  |                                                                                             |
|  | F. l. ornata                                                                                |
|  |                                                                                             |
|  | F. l. cafra                                                                                 |
|  |                                                                                             |
|  | Pisică domestică                                                                            |
|  |                                                                                             |
|  | Pisică sălbatică din Orientul Apropiat                                                      |
|  |                                                                                             |

|  | Pisică domestică                       |
|  |                                        |
|  | Pisică sălbatică din Orientul Apropiat |
|  |                                        |

|  | \| \| Pisică domestică \| \| \| \| \| \| Pisică sălbatică din Orientul Apropiat \| \| \| \| |
|  |                                                                                             |
|  | F. l. ornata                                                                                |
|  |                                                                                             |
|  | F. l. cafra                                                                                 |
|  |                                                                                             |
|  | Pisică domestică                                                                            |
|  |                                                                                             |
|  | Pisică sălbatică din Orientul Apropiat                                                      |
|  |                                                                                             |

|  | Pisică domestică                       |
|  |                                        |
|  | Pisică sălbatică din Orientul Apropiat |
|  |                                        |

|  | \| \| Pisică domestică \| \| \| \| \| \| Pisică sălbatică din Orientul Apropiat \| \| \| \| |
|  |                                                                                             |
|  | F. l. ornata                                                                                |
|  |                                                                                             |
|  | F. l. cafra                                                                                 |
|  |                                                                                             |
|  | Pisică domestică                                                                            |
|  |                                                                                             |
|  | Pisică sălbatică din Orientul Apropiat                                                      |
|  |                                                                                             |

|  | Pisică domestică                       |
|  |                                        |
|  | Pisică sălbatică din Orientul Apropiat |
|  |                                        |

|  | \| \| Pisică domestică \| \| \| \| \| \| Pisică sălbatică din Orientul Apropiat \| \| \| \| |
|  |                                                                                             |
|  | F. l. ornata                                                                                |
|  |                                                                                             |
|  | F. l. cafra                                                                                 |
|  |                                                                                             |
|  | Pisică domestică                                                                            |
|  |                                                                                             |
|  | Pisică sălbatică din Orientul Apropiat                                                      |
|  |                                                                                             |

|  | Pisică domestică                       |
|  |                                        |
|  | Pisică sălbatică din Orientul Apropiat |
|  |                                        |

|  | \| \| Pisică domestică \| \| \| \| \| \| Pisică sălbatică din Orientul Apropiat \| \| \| \| |
|  |                                                                                             |
|  | F. l. ornata                                                                                |
|  |                                                                                             |
|  | F. l. cafra                                                                                 |
|  |                                                                                             |
|  | Pisică domestică                                                                            |
|  |                                                                                             |
|  | Pisică sălbatică din Orientul Apropiat                                                      |
|  |                                                                                             |

|  | Pisică domestică                       |
|  |                                        |
|  | Pisică sălbatică din Orientul Apropiat |
|  |                                        |

|  | \| \| Pisică domestică \| \| \| \| \| \| Pisică sălbatică din Orientul Apropiat \| \| \| \| |
|  |                                                                                             |
|  | F. l. ornata                                                                                |
|  |                                                                                             |
|  | F. l. cafra                                                                                 |
|  |                                                                                             |
|  | Pisică domestică                                                                            |
|  |                                                                                             |
|  | Pisică sălbatică din Orientul Apropiat                                                      |
|  |                                                                                             |

|  | Pisică domestică                       |
|  |                                        |
|  | Pisică sălbatică din Orientul Apropiat |
|  |                                        |

|  | \| \| Pisică domestică \| \| \| \| \| \| Pisică sălbatică din Orientul Apropiat \| \| \| \| |
|  |                                                                                             |
|  | F. l. ornata                                                                                |
|  |                                                                                             |
|  | F. l. cafra                                                                                 |
|  |                                                                                             |
|  | Pisică domestică                                                                            |
|  |                                                                                             |
|  | Pisică sălbatică din Orientul Apropiat                                                      |
|  |                                                                                             |

|  | Pisică domestică                       |
|  |                                        |
|  | Pisică sălbatică din Orientul Apropiat |
|  |                                        |

|  | \| \| Pisică domestică \| \| \| \| \| \| Pisică sălbatică din Orientul Apropiat \| \| \| \| |
|  |                                                                                             |
|  | F. l. ornata                                                                                |
|  |                                                                                             |
|  | F. l. cafra                                                                                 |
|  |                                                                                             |
|  | Pisică domestică                                                                            |
|  |                                                                                             |
|  | Pisică sălbatică din Orientul Apropiat                                                      |
|  |                                                                                             |

|  | Pisică domestică                       |
|  |                                        |
|  | Pisică sălbatică din Orientul Apropiat |
|  |                                        |

|  | \| \| Pisică domestică \| \| \| \| \| \| Pisică sălbatică din Orientul Apropiat \| \| \| \| |
|  |                                                                                             |
|  | F. l. ornata                                                                                |
|  |                                                                                             |
|  | F. l. cafra                                                                                 |
|  |                                                                                             |
|  | Pisică domestică                                                                            |
|  |                                                                                             |
|  | Pisică sălbatică din Orientul Apropiat                                                      |
|  |                                                                                             |

|  | Pisică domestică                       |
|  |                                        |
|  | Pisică sălbatică din Orientul Apropiat |
|  |                                        |

|  | \| \| Pisică domestică \| \| \| \| \| \| Pisică sălbatică din Orientul Apropiat \| \| \| \| |
|  |                                                                                             |
|  | F. l. ornata                                                                                |
|  |                                                                                             |
|  | F. l. cafra                                                                                 |
|  |                                                                                             |
|  | Pisică domestică                                                                            |
|  |                                                                                             |
|  | Pisică sălbatică din Orientul Apropiat                                                      |
|  |                                                                                             |

|  | Pisică domestică                       |
|  |                                        |
|  | Pisică sălbatică din Orientul Apropiat |
|  |                                        |

|  | \| \| Pisică domestică \| \| \| \| \| \| Pisică sălbatică din Orientul Apropiat \| \| \| \| |
|  |                                                                                             |
|  | F. l. ornata                                                                                |
|  |                                                                                             |
|  | F. l. cafra                                                                                 |
|  |                                                                                             |
|  | Pisică domestică                                                                            |
|  |                                                                                             |
|  | Pisică sălbatică din Orientul Apropiat                                                      |
|  |                                                                                             |

|  | Pisică domestică                       |
|  |                                        |
|  | Pisică sălbatică din Orientul Apropiat |
|  |                                        |

|  | \| \| Pisică domestică \| \| \| \| \| \| Pisică sălbatică din Orientul Apropiat \| \| \| \| |
|  |                                                                                             |
|  | F. l. ornata                                                                                |
|  |                                                                                             |
|  | F. l. cafra                                                                                 |
|  |                                                                                             |
|  | Pisică domestică                                                                            |
|  |                                                                                             |
|  | Pisică sălbatică din Orientul Apropiat                                                      |
|  |                                                                                             |

|  | Pisică domestică                       |
|  |                                        |
|  | Pisică sălbatică din Orientul Apropiat |
|  |                                        |

|  | \| \| Pisică domestică \| \| \| \| \| \| Pisică sălbatică din Orientul Apropiat \| \| \| \| |
|  |                                                                                             |
|  | F. l. ornata                                                                                |
|  |                                                                                             |
|  | F. l. cafra                                                                                 |
|  |                                                                                             |
|  | Pisică domestică                                                                            |
|  |                                                                                             |
|  | Pisică sălbatică din Orientul Apropiat                                                      |
|  |                                                                                             |

|  | Pisică domestică                       |
|  |                                        |
|  | Pisică sălbatică din Orientul Apropiat |
|  |                                        |

|  | \| \| Pisică domestică \| \| \| \| \| \| Pisică sălbatică din Orientul Apropiat \| \| \| \| |
|  |                                                                                             |
|  | F. l. ornata                                                                                |
|  |                                                                                             |
|  | F. l. cafra                                                                                 |
|  |                                                                                             |
|  | Pisică domestică                                                                            |
|  |                                                                                             |
|  | Pisică sălbatică din Orientul Apropiat                                                      |
|  |                                                                                             |

|  | Pisică domestică                       |
|  |                                        |
|  | Pisică sălbatică din Orientul Apropiat |
|  |                                        |

|  | \| \| Pisică domestică \| \| \| \| \| \| Pisică sălbatică din Orientul Apropiat \| \| \| \| |
|  |                                                                                             |
|  | F. l. ornata                                                                                |
|  |                                                                                             |
|  | F. l. cafra                                                                                 |
|  |                                                                                             |
|  | Pisică domestică                                                                            |
|  |                                                                                             |
|  | Pisică sălbatică din Orientul Apropiat                                                      |
|  |                                                                                             |

|  | Pisică domestică                       |
|  |                                        |
|  | Pisică sălbatică din Orientul Apropiat |
|  |                                        |

|  | \| \| Pisică domestică \| \| \| \| \| \| Pisică sălbatică din Orientul Apropiat \| \| \| \| |
|  |                                                                                             |
|  | F. l. ornata                                                                                |
|  |                                                                                             |
|  | F. l. cafra                                                                                 |
|  |                                                                                             |
|  | Pisică domestică                                                                            |
|  |                                                                                             |
|  | Pisică sălbatică din Orientul Apropiat                                                      |
|  |                                                                                             |

|  | Pisică domestică                       |
|  |                                        |
|  | Pisică sălbatică din Orientul Apropiat |
|  |                                        |

|  | \| \| Pisică domestică \| \| \| \| \| \| Pisică sălbatică din Orientul Apropiat \| \| \| \| |
|  |                                                                                             |
|  | F. l. ornata                                                                                |
|  |                                                                                             |
|  | F. l. cafra                                                                                 |
|  |                                                                                             |
|  | Pisică domestică                                                                            |
|  |                                                                                             |
|  | Pisică sălbatică din Orientul Apropiat                                                      |
|  |                                                                                             |

|  | Pisică domestică                       |
|  |                                        |
|  | Pisică sălbatică din Orientul Apropiat |
|  |                                        |

|  | \| \| Pisică domestică \| \| \| \| \| \| Pisică sălbatică din Orientul Apropiat \| \| \| \| |
|  |                                                                                             |
|  | F. l. ornata                                                                                |
|  |                                                                                             |
|  | F. l. cafra                                                                                 |
|  |                                                                                             |
|  | Pisică domestică                                                                            |
|  |                                                                                             |
|  | Pisică sălbatică din Orientul Apropiat                                                      |
|  |                                                                                             |

|  | Pisică domestică                       |
|  |                                        |
|  | Pisică sălbatică din Orientul Apropiat |
|  |                                        |

|  | \| \| Pisică domestică \| \| \| \| \| \| Pisică sălbatică din Orientul Apropiat \| \| \| \| |
|  |                                                                                             |
|  | F. l. ornata                                                                                |
|  |                                                                                             |
|  | F. l. cafra                                                                                 |
|  |                                                                                             |
|  | Pisică domestică                                                                            |
|  |                                                                                             |
|  | Pisică sălbatică din Orientul Apropiat                                                      |
|  |                                                                                             |

|  | Pisică domestică                       |
|  |                                        |
|  | Pisică sălbatică din Orientul Apropiat |
|  |                                        |

|  | \| \| Pisică domestică \| \| \| \| \| \| Pisică sălbatică din Orientul Apropiat \| \| \| \| |
|  |                                                                                             |
|  | F. l. ornata                                                                                |
|  |                                                                                             |
|  | F. l. cafra                                                                                 |
|  |                                                                                             |
|  | Pisică domestică                                                                            |
|  |                                                                                             |
|  | Pisică sălbatică din Orientul Apropiat                                                      |
|  |                                                                                             |

|  | Pisică domestică                       |
|  |                                        |
|  | Pisică sălbatică din Orientul Apropiat |
|  |                                        |

## Caracteristici

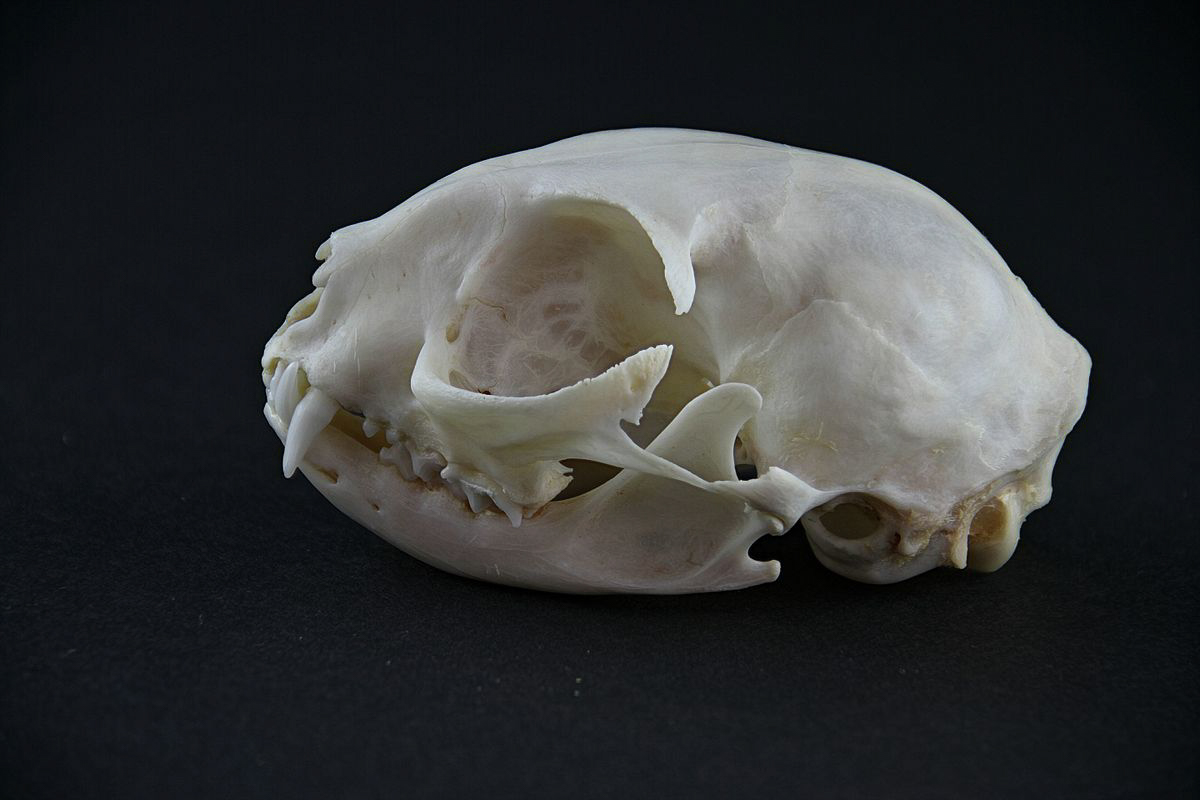
Craniu al unei pisici sălbatice europene

Blana pisicii sălbatice europene variază în culoare de la maronie până la cenușie cu peri de contur mai palizi. Are cinci dungi pe frunte, care se destramă în pete mici. O dungă întunecată în spatele umerilor se extinde într-o dungă spinală ce trece până la baza cozii. Pe laterale are dungi întunecate neregulate, care se destramă pe picioarele posterioare, astfel formând un model cu pete neregulate. Coada îi este stufoasă cu două până la trei inele negre, transversale, și rotunjită la vârful negru.
Partea de sus a capului și fruntea poartă patru benzi întunecate bine-dezvoltate care se împart în pete mici. Două dungi scurte și înguste sunt de obicei prezente în regiunea umerilor, în fața benzii dorsale. Unii indivizi au câteva pete deschise la culoare pe partea din față a gâtului, între picioarele anterioare sau în regiunea inghinală. Suprafața dorsală a gâtului și capului sunt de aceeași culoare ca cea a trunchiului, dar este de cenușiu mai deschis în jurul ochilor, buzelor, obrajilor și bărbiei. Este vizibilă o nuanță ușoară de ocru pe părțile inferioare ale flancurilor.
O bandă dorsală neagră și îngustă începe pe umeri și trece de-a lungul spatelui în sus până la baza cozii. La unele animale, blana de vară este de culoarea cenușii. Modelele de pe cap și gât sunt la fel de bine-dezvoltate ca cele de pe coadă, însă modelele de pe flancuri sunt aproape imperceptibile. Perii de contur măsoară 7 cm, perii de vârf 5,5–6 cm, iar părul lânos 11–14 cm. Măsurătorile corespunzătoare vara sunt 5–6,7 cm, 4,5–6 cm și 5,3 cm.
Masculi mari din Spania ating 65 cm în lungime, cu o coadă lungă de 34,5 cm, și cântăresc până la 7,5 kg. Au de asemenea un model de dungi mai puțin difuz, dinți proporțional mai mari și se hrănesc mai des cu iepuri de vizuină decât pisicile sălbatice la nord de Duero-Ebru, care sunt mai dependente de rozătoare mici.
Pisica sălbatică europeană este în medie mai mare și mai robustă decât pisica domestică, are blană mai lungă și o coadă stufoasă mai scurtă și care nu se îngustează dinspre bază. Are blană dungată și o bandă dorsală întunecată. Masculii au în medie o greutate de 5 kg până la 8 kg, iar femelele de 3,5 kg. Greutatea lor fluctuează sezonier la până la 2,5 kg.
Pisicile sălbatice europene au rânduri de măsele proporțional mai scurte cu dinți mai mici, dar un bot mai lat decât pisicile sălbatice africane.
Din moment ce pisicile sălbatice europene și pisicile domestice se încrucișează în mod oportunist, este dificilă distingerea corectă a pisicilor sălbatice de hibrizii dungați numai pe baza caracteristicilor morfologice.

## Răspândire și habitat

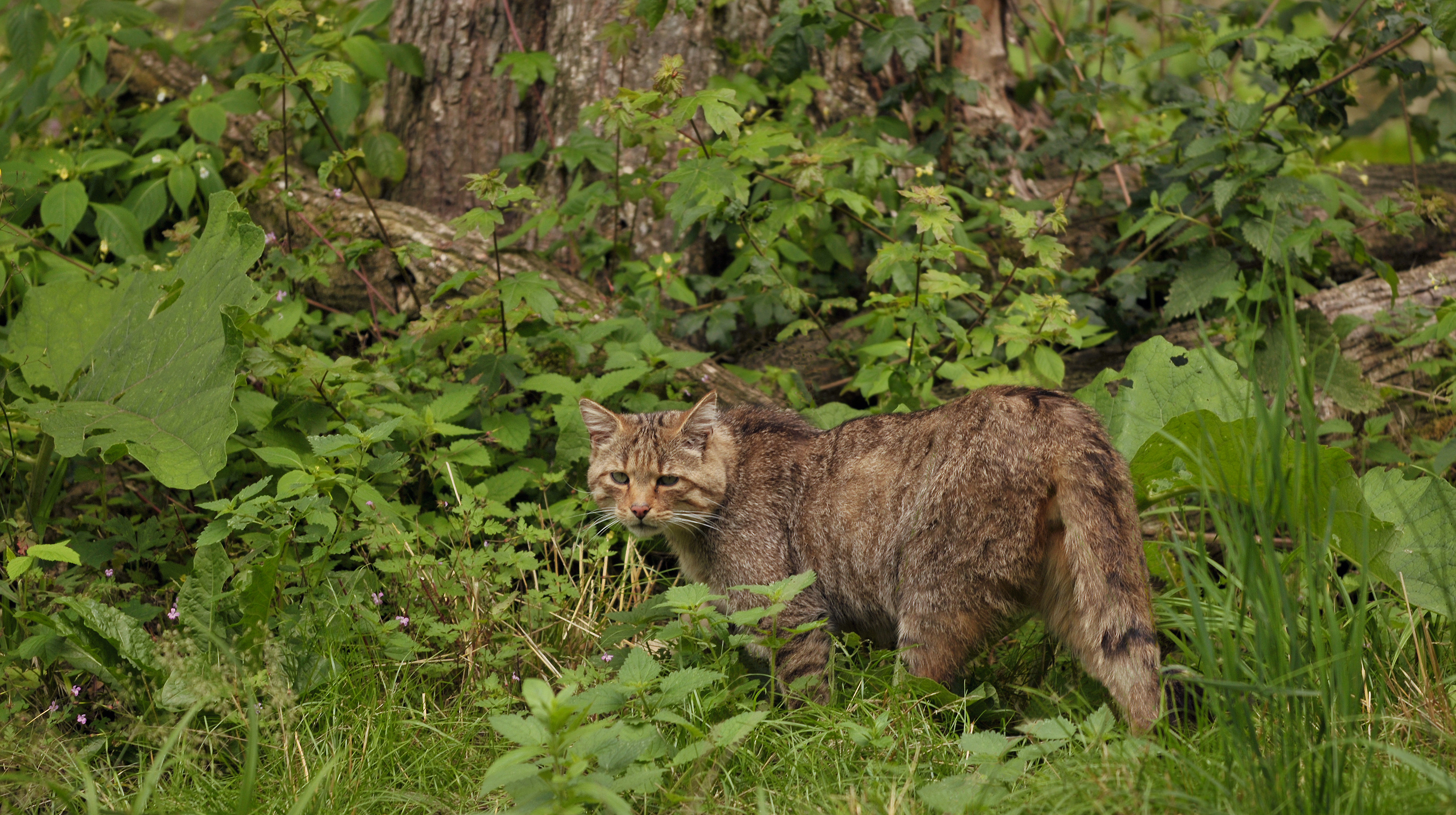
Pisică sălbatică europeană într-un parc de animale sălbatice din Germania

Pisica sălbatică europeană trăiește în principal în păduri de foioase și mixte. Evită zonele și așezările cultivate intensiv.
Cea mai nordică populație trăiește în nordul și estul Scoției. A dispărut la nivel local⁠(en)[traduceți] din Anglia și Țara Galilor.
Există două populații deconectate în Franța. Cea din Ardeni din nord-estul țării se extinde până în Luxemburg, Germania și Belgia. Cealaltă din sudul Franței se poate să fie conectată prin intermediul Pirineilor de populații din Spania și Portugalia.
În Țările de Jos au fost înregistrate pisici sălbatice europene în 1999 lângă Nijmegen și în 2004 în Brabantul de Nord; acești indivizi posibil s-au dispersat⁠(en)[traduceți] din Germania. În Germania, Rinul este o barieră majoră între populația din munții Eifel și Hunsrück la vest de fluviu și populațiile la est de fluviu, unde o autostradă cu șase benzi împiedică dispersarea.
În Elveția, pisicile sălbatice europene sunt prezente în Munții Jura.
Trei populații fragmentate din Italia cuprind una în partea centrală și sudică a țării, una în Alpii estici care se poate să fie conectată de populații din Slovenia și Croația. Populația siciliană este singura populație insulară mediteraneeană care nu a fost introdusă.
Populația din Munții Carpați polonezi se extinde până în Slovacia de nord și Ucraina de vest.

## Comportament și ecologie
În Franța și Italia, pisica sălbatică europeană este activă în principal noaptea; în locurile neperturbate, este activă și ziua.
În Sicilia a fost fotografiat un individ în 2009 și din nou în 2018 la aproximativ aceeași locație. Avea probabil cel puțin 10 ani la vremea refotografierii.

### Vânare și dietă
În Europa de Vest, pisica sălbatică se hrănește cu hamsteri, șobolani cenușii, pârși, șobolani de apă⁠(en)[traduceți], șoareci arvicolini⁠(en)[traduceți] și șoareci de pădure⁠(en)[traduceți]. Din când în când, vânează și carnivore mici precum jderi, dihorul european, hermina și nevăstuica mică (Mustela nivalis), precum și iezi de cerb roșu (Cervus elaphus), căprioară europeană (Capreolus capreolus) și capră neagră (Rupicapra rupicapra). În Carpați, pisica sălbatică se hrănește în principal cu șoarece gulerat⁠(en)[traduceți] (Apodemus flavicollis), șoarece roșu de câmpie⁠(en)[traduceți] (Clethrionomys rutilus), șoarece de Tatra⁠(en)[traduceți] (Microtus tatricus) și ocazional și iepure de câmp (Lepus europaeus). În Transcarpatia, dieta pisici sălbatice constă din rozătoare de tip șoarece, galiforme și veverițe. În mlaștinile Nistrului vânează șoareci din genul Microtus⁠(en)[traduceți], șobolani de apă și păsări, pe când cele care trăiesc în mlaștinile Prutului ochesc în principal șobolani de apă, șobolani cenușii și bizami (Ondatra zibethicus).
Printre păsările doborâte de pisicile sălbatice de Prut se numără cele din suprafamilia Sylvioidea, rața roșie, lișița europeană, crestețul pestriț și rața pestriță. În Moldova, dieta de iarnă a pisici sălbatice constă în principal din rozătoare, în timp ce vara pisica se hrănește cu păsări, pești și crustacee din suprafamilia Astacoidea⁠(en)[traduceți]. Șobolanii cenușii și șobolanii de apă, precum și bizamii și anzeriformele sunt sursele principale de hrană pentru pisicile sălbatice din delta Râului Kuban. Pisicile sălbatice din Caucazul de nord se hrănesc cu rozătoare de tip șoarece și pârși cenușii, precum și cu păsări, capre negre și căprioare tinere în ocazii rare. Despre pisicile sălbatice de pe coasta Mării Negre se presupune că se hrănesc cu păsări mici, chițcani și iepuri propriu-ziși. O dată au fost găsite la locul unei vizuini pene de codalb și craniul unui ied. În Transcaucazia, dieta pisici sălbatice constă vara din gerbili, șoareci arvicolini, păsări și reptile, iar iarna din păsări, rozătoare de tip șoarece și iepuri propriu-ziși.
Pisica sălbatică scoțiană vânează în principal iepure de vizuină (Oryctolagus cuniculus), șoarece de pământ (Microtus agrestis), șoarece scurmător (Clethrionomys glareolus), șoarece de pădure⁠(en)[traduceți] (Apodemus sylvaticus) și păsări.

## Amenințări
În cele mai multe țări europene, pisicile sălbatice au devenit rare. Deși sunt legal protejate, încă sunt împușcate de unii oamenii care le confundă cu pisici sălbăticite⁠(en)[traduceți]. În Scottish Highlands⁠(en)[traduceți], unde se presupunea să fi rămas în sălbăticie aproximativ 400 în 2004, încrucișarea cu pisici sălbăticite este o amenințare semnificativă pentru distinctivitatea populației sălbatice. Populația din Portugalia și Spania este amenințată și ea de încrucișarea cu pisici sălbăticite și pierderea de habitat. Măsura hibridării este scăzută în Germania, Italia și Luxemburg.
În anii 1990, cea mai estică populație din Ucraina, Republica Moldova și Caucaz era amenințată de distrugerea pădurilor de foioase, care presupunea o reducere a arealului său. Numai efective mici se găsesc în arii protejate.

## Eforturi de conservare

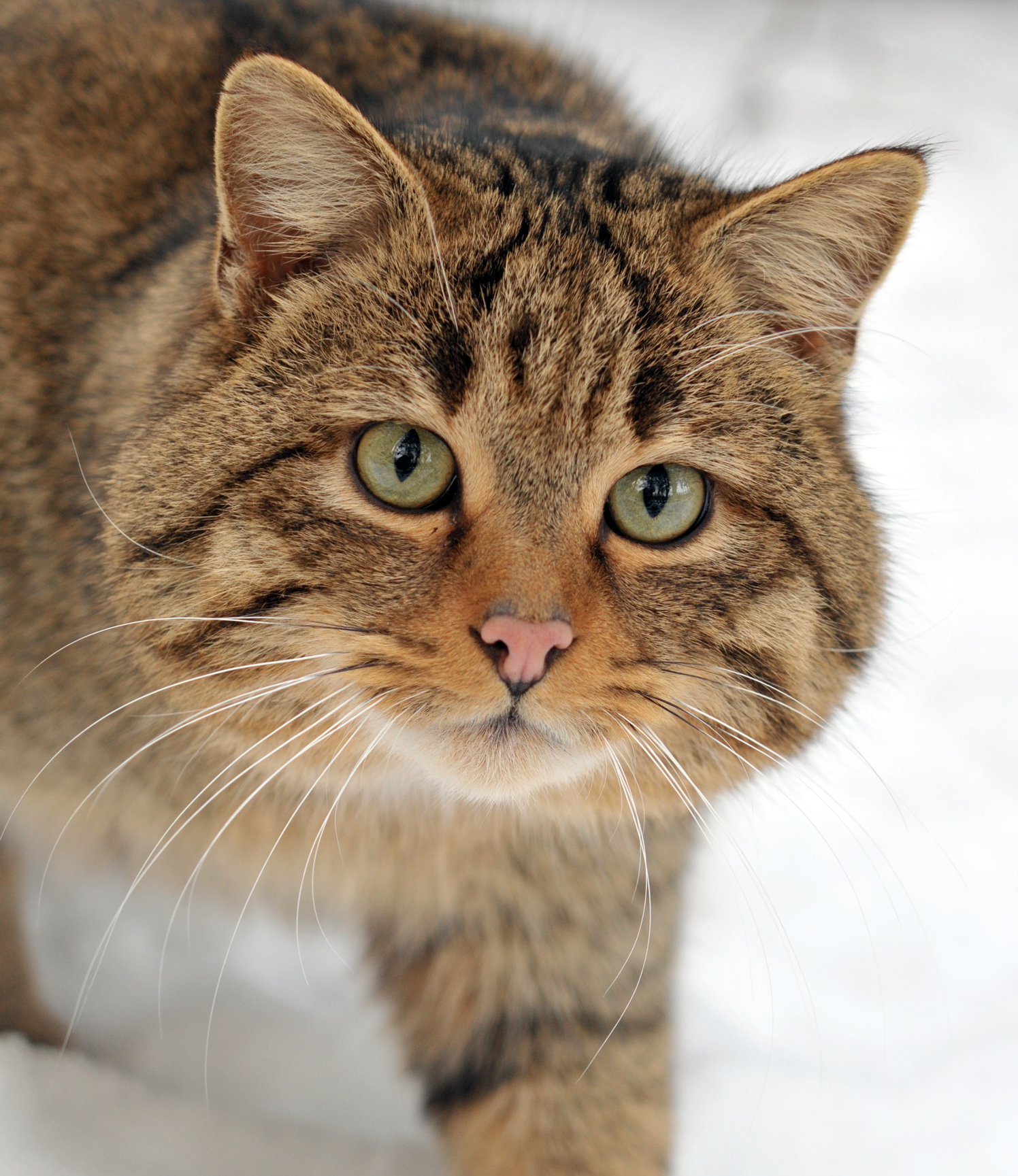
Privire de îndeaproape asupra unei pisici sălbatice europene dintr-un parc de animale sălbatice din Germania

Pisica sălbatică europeană este protejată în cele mai multe dintre țările europene ale arealului. Este listată în Anexa II a CITES, în Anexa II a Convenției de la Berna privind conservarea vieții sălbatice și a habitatelor naturale din Europa⁠(en)[traduceți] și în Directiva Specii și Habitate⁠(en)[traduceți] a Uniunii Europene.

### Germania
În 2004, Bund für Umwelt und Naturschutz Deutschland⁠(en)[traduceți] a inițiat proiectul „Plasă de Siguranță pentru Pisica Sălbatică Europeană” („Safety Net for the European Wildcat”). Acest proiect a avut ca țel relegarea pădurilor Germaniei prin plantarea de copaci și tufișuri între zone populate de și potrivite pentru pisica sălbatică europeană și care sunt mai mari de 500 km². A dezvoltat o „Hartă de Direcționare a Pisicii Sălbatice”, o hartă ce ilustrează rețeaua de coridoare lungă de 20.000 km.
În 2009 a fost dezvoltat un Plan de Acțiune pentru Protejarea Pisicii Sălbatice Europene în Germania, având ca țel dublarea suprafeței populate de pisica sălbatică europeană și legarea populațiilor din cadrul Germaniei și cu țări învecinate până în 2019.

### Scoția

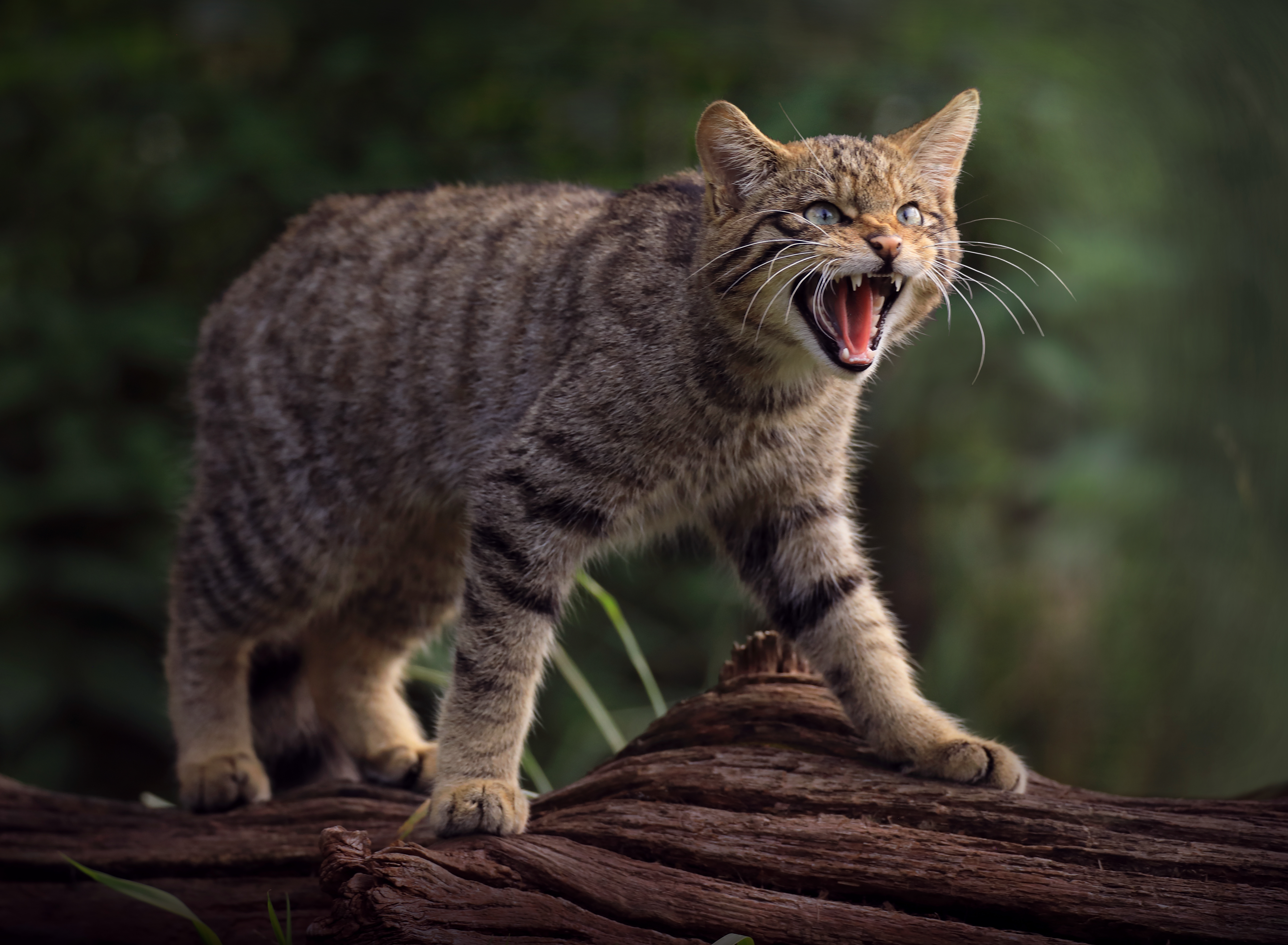
Pisică sălbatică scoțiană la en

În 2013, Grupul de Acțiune pentru Conservarea Pisicii Sălbatice Scoțiene („Scottish Wildcat Conservation Action Group”) a dezvoltat Planul de Acțiune pentru Conservarea Pisicii Sălbatice Scoțiene („Scottish Wildcat Conservation Action Plan”). Cu acest plan, grupul a stabilit priorități naționale de acțiune și a definit responsabilități pentru agenții și priorități de finanțare pentru eforturi de conservare între 2013 și 2019. Implementarea sa este coordonată de Scottish Natural Heritage (acum NatureScot⁠(en)[traduceți]). Totuși, populația a fost declarată ca ne mai fiind viabilă.
În 2023 a fost aprobat de NatureScot un permis de a elibera în regiunea Munților Cairngorm⁠(en)[traduceți] pisici sălbatice crescute în captivitate în luna iunie a acestui an. Au fost eliberate 22 de pisici la începutul lunii iunie 2023, cu 40 viitoare de așteptat să urmeze în 2024 și 2025.

### Anglia
Conservaționiști plănuiesc să înceapă în 2019 un program de creștere în captivitate cu țelul de a reintroduce pisici în sălbăticie până în 2022.
În 2023 s-a anunțat că începând din 2024 au să fie reintroduse pisici sălbatice în Devon și Cornwall pentru prima oară în 500 de ani ca parte a unui proiect de conservare.

### Elveția
Populația de pisici sălbatice europene este protejată începând din 1963. După o perioadă de declin al populației, aceasta pare să crească sau să se stabilizeze încă o dată. Nu se știe dacă a fost cu adevărat sau nu în pragul extincției, dacă s-a întors din Franța sau dacă a fost reintrodusă de indivizi privați sau servicii oficiale.
În secolul al XXI-lea a apărut în locații noi, precum țărmurile Lacului Neuchâtel. Răspândirea și mărimea populației sale sunt evaluate utilizând capcane de păr: sunt plasați țăruși unși cu valeriană în habitate potențiale, iar perii colectați sunt sortați și analizați. Din 655 de mostre de păr, 525 au fost de la pisici, incluzând 136 de la pisici sălbatice. Pozele contribuie de asemenea la investigație, cu 716 de portrete, incluzând 268 de pisici sălbatice sau sosii ale lor. Aceste rezultate evidențiază provocarea coexistenței strânse între populații de pisici sălbatice și pisici domestice și hibridarea rezultantă. Se estimează că 15 până la 20 % din pisicile de Jura sunt hibrizi.

### Franța
În Franța metropolitană, specia pisicii sălbatice obișnuia să fie răspândită la nivel larg din vremuri antice până în Evul Mediu. Totuși, populațiile sale au început să scadă pe durata acestei perioade. Cu toate că aproape a dispărut în secolul al XX-lea, a existat o revenire lentă în ani recenți.
Conform datelor din 2012, prezența pisicilor sălbatice a fost confirmată în 44 departamente de-a lungul Franței metropolitane. Totuși, acestea sunt considerate rare în 9 din aceste departamente. În departamentele Vosges și Jura sunt găsite ceva mai frecvent. În Franța metropolitană, conform datelor din 2012, pisicile sălbatice populează două zone distincte: regiunea nord-estică a țării și regiunea de Pirinei. Sunt în principal observate în piemonturi și pot fi găsite la altitudini de până la 1.700–1.800 de metri. Această populație se extinde mai departe către sud în Spania și Portugalia.
Se crede că în departamentul Var supraviețuiește o mică populație rămasă de pisici sălbatice, în particular în Masivul Esterel. În 2022 a existat o reapariție notabilă de pisici sălbatice în Masivul Bauges (departamentul Savoie) după ce acestea au fost absente vreme de un secol.

### În captivitate
Pisica sălbatică europeană are reputația de a fi efectiv imposibil de crescut ca animal de companie. Naturalista Frances Pitt⁠(en)[traduceți] a scris că „era o vreme când nu am crezut asta ... optimismul meu s-a descurajat” în încercarea de a ține o pisică sălbatică pe care a numit-o Beelzebina.